# Sante Lombardo

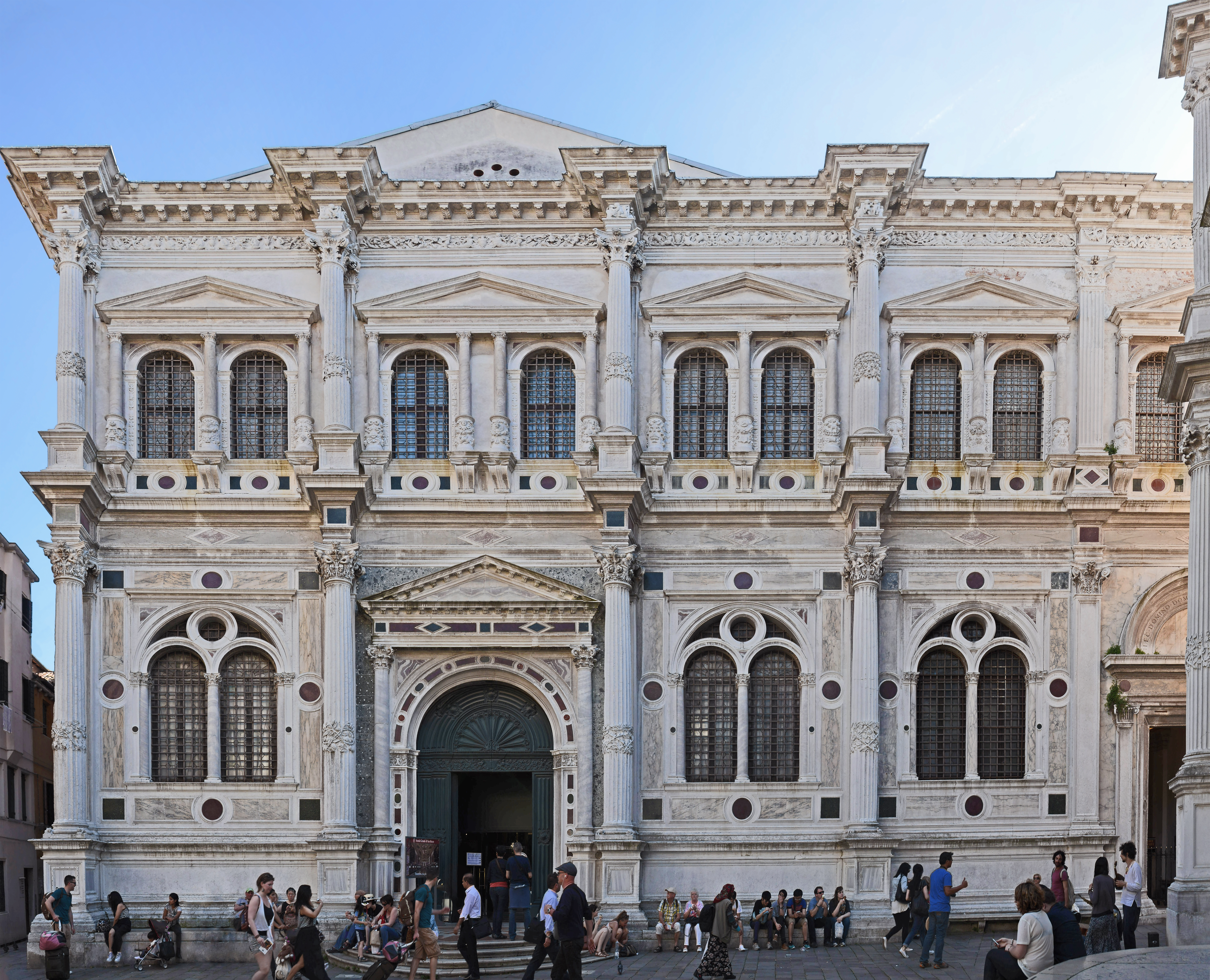
La facciata della Scuola di San Rocco.

Sante Lombardo (Solari) (Venezia, 1504 – Venezia, 1560) è stato uno scultore e architetto italiano.

## Biografia
Figlio di Tullio, appartenente a una famiglia di artisti originari di Carona, il 1524, diventa protomastro della Scuola Grande di San Rocco. Nel 1535 realizza un altare per la chiesa di San Felice a Venezia. Partecipa alla costruzione del Palazzo Malipiero Trevisan. Fra il 1536 ed il 1548 progetta e dirige i lavori di costruzione della Chiesa di San Giorgio dei Greci.

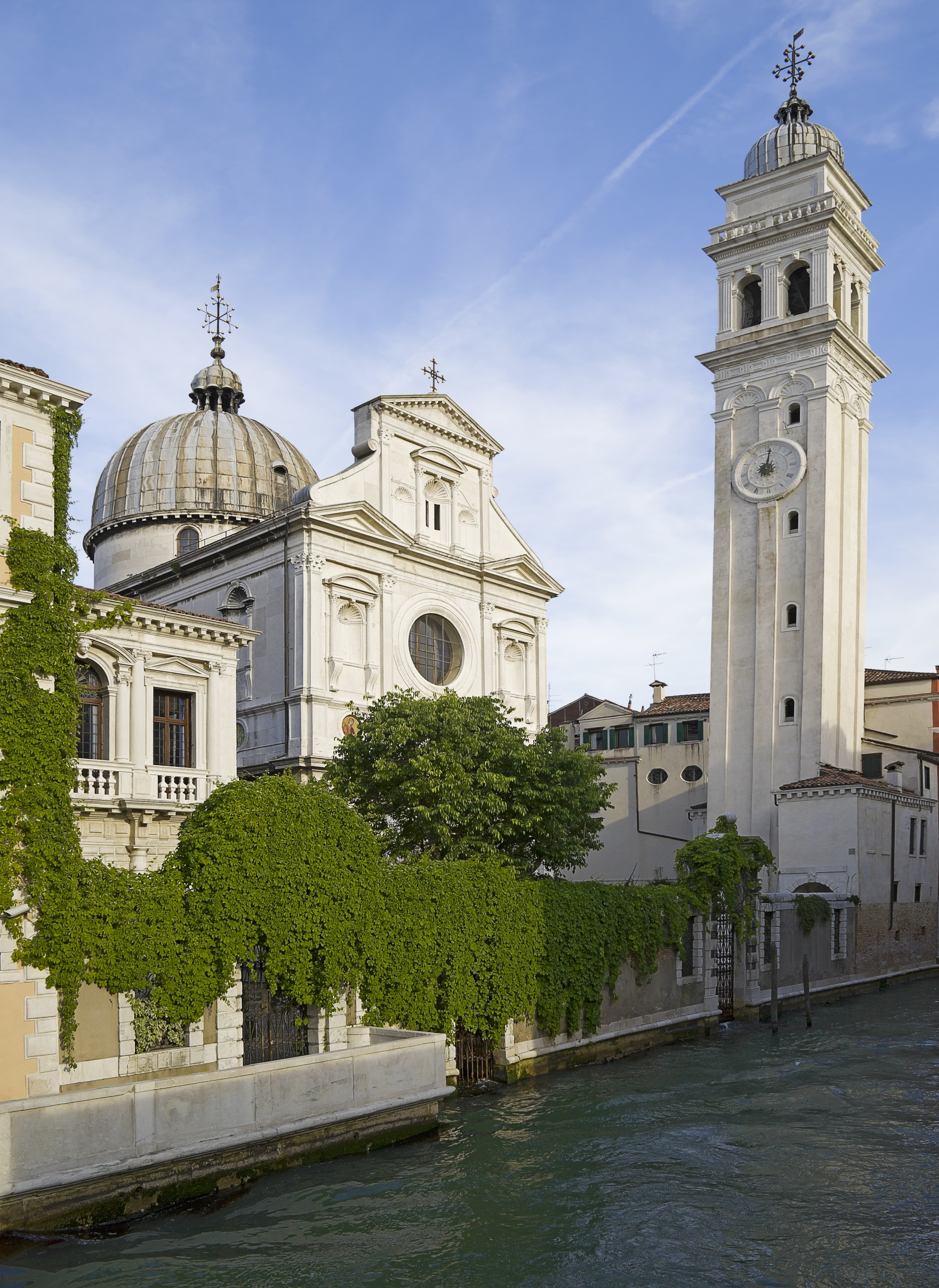
Chiesa di San Giorgio dei Greci.